# Costa Rica
A Costa Rica (pronunciado em português europeu: [ˈkɔʃtɐ ˈʁikɐ]; pronunciado em português brasileiro: [ˈkɔstɐ ˈʁikɐ]; pronunciado em castelhano: [ˈkosta ˈrika]), oficialmente República da Costa Rica (em espanhol: República de Costa Rica), é um país da América Central, limitado a norte pela Nicarágua, a leste pelo mar do Caribe, a sudeste pelo Panamá e a oeste pelo Oceano Pacífico. O país possui entre os seus territórios a Ilha do Coco, no Oceano Pacífico. O país possui uma população de cerca de 4,9 milhões de habitantes em uma área de terra de 51 060 km2. San José, a capital e cidade mais populosa do país, é habitada por pouco mais de 330,6 mil habitantes. A nação é conhecida por sua democracia estável em uma região marcada por instabilidades políticas e por sua força de trabalho altamente qualificada, a maioria dos quais fala a língua inglesa. O país gasta cerca de 6,9% do seu orçamento em educação, acima da média global de 4,4%. Sua economia, antes altamente dependente da agricultura, diversificou-se para incluir setores como finanças, serviços corporativos para empresas estrangeiras, produtos farmacêuticos e ecoturismo. Muitas empresas estrangeiras (manufatura e serviços) operam nas Zonas Francas da Costa Rica, onde se beneficiam de investimentos e incentivos fiscais. Apesar do impressionante crescimento do Produto Interno Bruto (PIB), da inflação baixa, das taxas moderadas de juros e de um nível de desemprego aceitável, a Costa Rica enfrentou, nos últimos anos, uma crise de liquidez devido à dívida crescente e ao déficit orçamentário. Outros desafios que o país enfrenta em suas tentativas de melhorar a economia, aumentando o investimento estrangeiro, incluem uma infraestrutura precária e a necessidade de melhorar a eficiência do setor público.
A Costa Rica era pouco habitada por povos indígenas antes de passar a fazer parte do Império Espanhol no século XVI. Permaneceu como uma colônia periférica do império até a independência, como parte do curto Primeiro Império Mexicano, seguido pela entrada nas Províncias Unidas da América Central, da qual declarou formalmente a independência em 1847. Desde então, a Costa Rica permaneceu entre as nações mais estáveis, prósperas e progressistas da América Latina. Após a breve Guerra Civil Costarriquenha, o país aboliu permanentemente seu exército em 1949, tornando-se um dos poucos países soberanos sem forças armadas permanentes.
O país tem apresentado desempenho favorável no Índice de Desenvolvimento Humano (IDH), situando-se no 68º lugar no mundo em 2019, entre os mais altos de todos os países da América Latina. Também foi citado pelo Programa das Nações Unidas para o Desenvolvimento (PNUD) como tendo atingido um desenvolvimento humano muito maior do que outros países nos mesmos níveis de renda, com o maior recorde em desenvolvimento humano e desigualdade do que a média da região. A Costa Rica também tem políticas ambientais progressistas. É o único país a cumprir todos os cinco critérios do PNUD estabelecidos para medir a sustentabilidade ambiental e ocupa a terceira posição nas Américas em relação ao Índice de Desempenho Ambiental. A nação foi duas vezes classificada como o país com melhor desempenho no Índice Happy Planet da New Economics Foundation (NEF), que mede a sustentabilidade ambiental, e foi identificado pela NEF como o país mais verde do mundo em 2009. A Costa Rica planeja se tornar um país neutro em carbono até 2021, sendo que, até 2016, 98,1% de sua eletricidade foi gerada a partir de fontes renováveis, especialmente hidrelétrica, solar, geotérmica e biomassa. Na classificação do Índice de Competitividade em Viagens e Turismo de 2011 a Costa Rica ficou no 44º lugar em nível mundial e em segundo na América Latina, superado somente pelo México. Em 2025, foi classificado pelo Banco Mundial como sendo um  país desenvolvido, passando assim a ser considerado um país de alta renda.

## História

### Era pré-colombiana

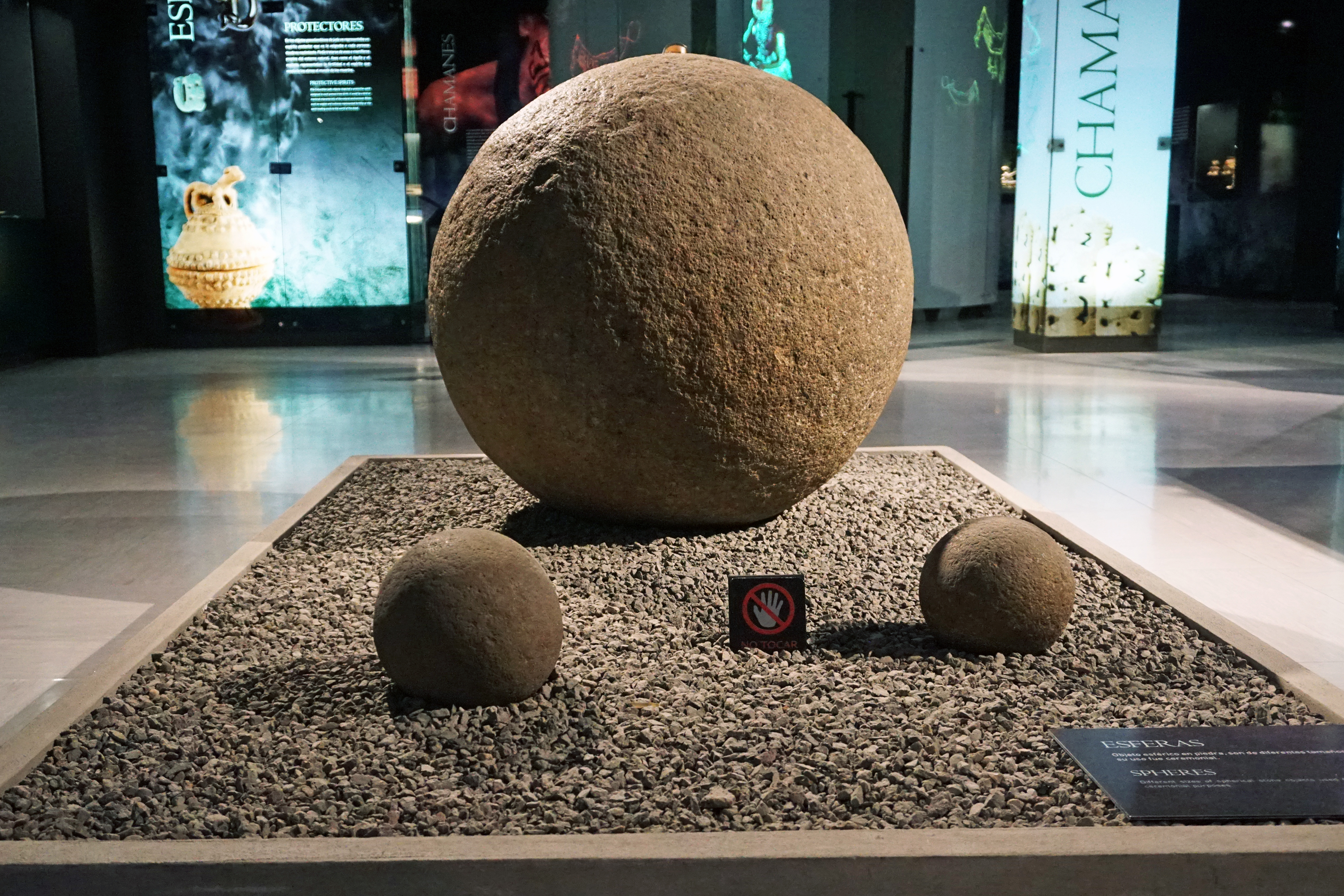
Esferas de pedra da Costa Rica

Os historiadores classificaram os povos indígenas da Costa Rica como pertencentes à Área Intermediária, onde as periferias das culturas nativas mesoamericana e andina se sobrepõem. Mais recentemente, a Costa Rica pré-colombiana também foi descrita como parte da área istmo-colombiana.
Ferramentas de pedra, a evidência mais antiga de ocupação humana na Costa Rica, estão associadas à chegada de vários grupos de caçadores-coletores por volta de 10 000 a 7 000 anos a.C. no vale de Turrialba. A presença de pontas de lança e flechas do tipo Cultura Clóvis da América do Sul abre a possibilidade de que, nesta área, duas culturas diferentes coexistam.
A agricultura tornou-se evidente nas populações que viviam na Costa Rica há cerca de 5 000 anos. Eles cultivaram principalmente tubérculos e raízes. Durante o primeiro e segundo milênios a.C., já havia comunidades agrícolas estabelecidas. Estes eram pequenos e dispersos, embora o momento da transição da caça e coleta para a agricultura como principal meio de subsistência no território ainda seja desconhecido.
O uso mais antigo de cerâmica aparece por volta de 2 000 a 3 000 a.C. Cacos de potes, vasos cilíndricos, travessas, cabaças e outras formas de vasos decorados com ranhuras, estampas e alguns modelados a partir de animais encontrados.

### Colonização espanhola

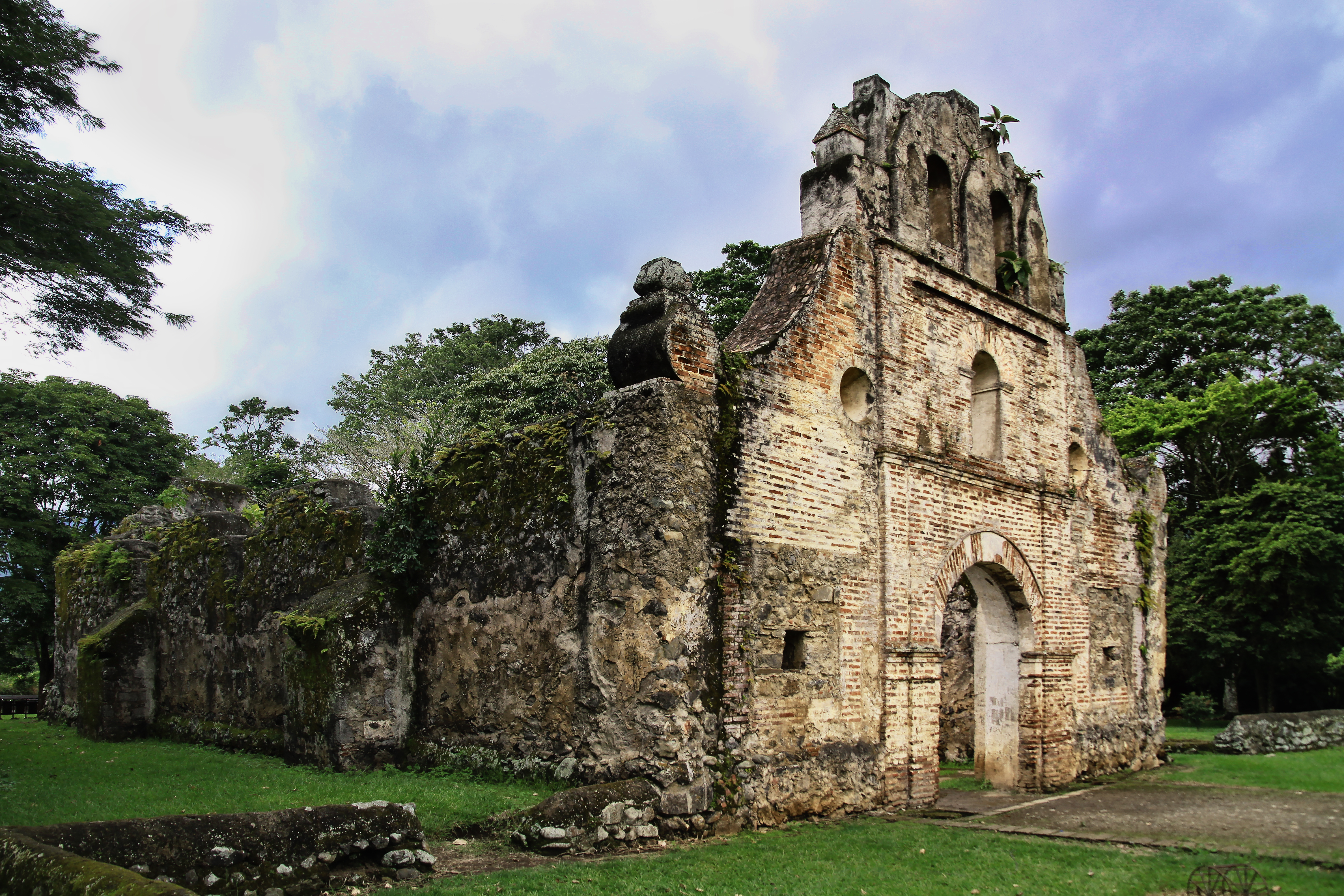
Sítio histórico dos Ujarrás no Vale do Orosí, província de Cartago. A igreja foi construída entre 1686 e 1693

O nome "costa rica" foi, segundo alguns relatos, aplicado pela primeira vez por Cristóvão Colombo, que navegou para a costa leste da Costa Rica durante sua viagem final em 1502, e relatou grandes quantidades de joias de ouro usadas por nativos. O nome também pode ter vindo do conquistador Gil González Dávila, que desembarcou na costa oeste em 1522, encontrou nativos e obteve parte de seu ouro, às vezes por roubo violento e às vezes como presentes de líderes locais.
Durante a maior parte do período colonial, a Costa Rica foi a província mais meridional da Capitania Geral da Guatemala, nominalmente parte do Vice-Reino da Nova Espanha. Na prática, a capitania-geral era uma entidade amplamente autônoma dentro do Império Espanhol. A distância da Costa Rica da capital da capitania da Guatemala, sua proibição legal de comércio com seu vizinho ao sul do Panamá, então parte do Vice-Reino de Nova Granada (ou seja, Colômbia), e a falta de recursos como ouro e prata, fizeram Costa Rica em uma região pobre, isolada e pouco habitada dentro do Império Espanhol. A Costa Rica foi descrita como "a colônia espanhola mais pobre e miserável de toda a América" por um governador espanhol em 1719.
Outro fator importante por trás da pobreza da Costa Rica era a falta de uma população indígena significativa disponível para encomienda (trabalho forçado), o que significava que a maioria dos colonos costarriquenhos tinha que trabalhar em suas próprias terras, evitando o estabelecimento de grandes fazendas. Por todas essas razões, a Costa Rica foi, em geral, desvalorizada e negligenciada pela Coroa espanhola e deixada para se desenvolver por conta própria. Acredita-se que as circunstâncias durante este período levaram a muitas das idiossincrasias pelas quais a Costa Rica se tornou conhecida, ao mesmo tempo em que prepararam o cenário para o desenvolvimento da Costa Rica como uma sociedade mais igualitária do que o resto de seus vizinhos. A Costa Rica tornou-se uma "democracia rural" sem mestiço oprimido ou classe indígena. Não demorou muito para que os colonos espanhóis se voltassem para as colinas, onde encontraram um solo vulcânico rico e um clima mais ameno do que o das terras baixas.

### Independência

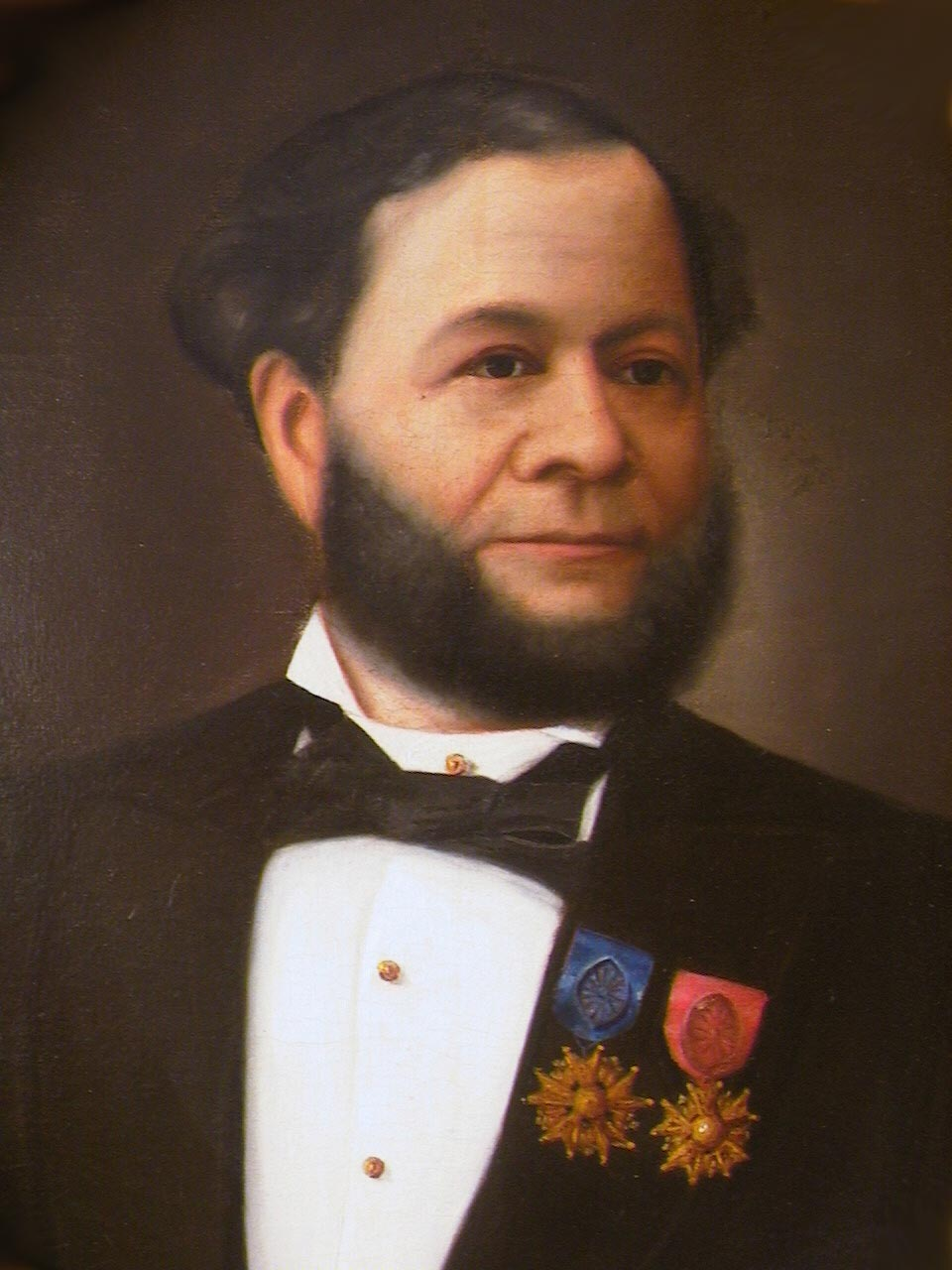
José María Castro Madriz declarou formalmente a Costa Rica como independente da República Federal da América Central em 1848

Como o resto da América Central, a Costa Rica nunca lutou pela independência da Espanha. Em 15 de setembro de 1821, após a derrota final da Espanha na Guerra da Independência do México (1810–1821), as autoridades da Guatemala declararam a independência de toda a América Central. Essa data ainda é comemorada como o Dia da Independência da Costa Rica, embora, tecnicamente, pela Constituição espanhola de 1812 que foi readotada em 1820, a Nicarágua e a Costa Rica tenham se tornado províncias autônomas com capital em León.
Após a independência, as autoridades da Costa Rica enfrentaram a questão de decidir oficialmente o futuro do país. Formaram-se duas bandas, os imperialistas, defendidos pelas cidades de Cartago e Heredia, que defendiam a adesão ao Império Mexicano, e os republicanos, representados pelas cidades de San José e Alajuela, que defendiam a independência total. Devido à falta de acordo sobre esses dois resultados possíveis, ocorreu a primeira guerra civil da Costa Rica. A Batalha de Ochomogo ocorreu no Morro do Ochomogo, localizado no Vale Central em 1823. O conflito foi vencido pelos republicanos e, como consequência, a cidade de Cartago perdeu a condição de capital, passando para San José.
Em 1838, muito depois que a República Federal da América Central deixou de funcionar na prática, a Costa Rica formalmente se retirou e se proclamou soberana. A distância considerável e as rotas de comunicação precárias entre a Cidade da Guatemala e o Planalto Central, onde a maioria da população da Costa Rica vivia e ainda vive, significava que a população local tinha pouca fidelidade ao governo da Guatemala. Desde os tempos coloniais até agora, a relutância da Costa Rica em se vincular economicamente ao resto da América Central tem sido um grande obstáculo aos esforços para uma maior integração regional.

### Século XX

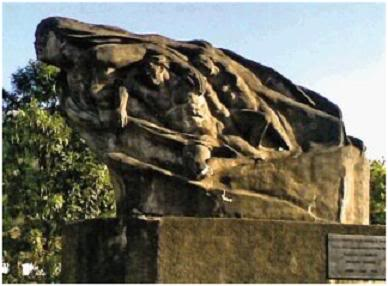
Monumento aos que morreram na Guerra Civil na Costa Rica em 1948, no parque Ernesto Zumbado Santa María, Dota

O voto direto foi instituído em 1913, mas o candidato à presidência mais votado não conseguiu a maioria e a Assembleia Legislativa elegeu Alfredo González Flores. Em 1917, um movimento liderado pelo general Federico Tinoco Granados depôs o presidente constitucional e instituiu uma ditadura. Dois anos mais tarde, Tinoco foi forçado a renunciar por pressões internas e do governo estadunidense, que não reconhecera o regime. Sucederam-se presidentes eleitos até 1948, ano em que os resultados eleitorais foram contestados por grupos de esquerda, o que desencadeou a breve guerra civil que levou José Figueres Ferrer ao poder. A junta revolucionária que assumiu o governo aboliu o Exército — o primeiro país do mundo a fazê-lo — em 1 de dezembro de 1948 e criou uma guarda civil, elaborou nova constituição e empossou o candidato vitorioso nas urnas, Otilio Ulate Blanco. Em 1953, José Figueres voltou ao poder, nacionalizou os bancos, impôs restrições à United Fruit e enfrentou uma invasão lançada por seus adversários exilados na Nicarágua. Figueres inscreveu seu nome na história do país com várias décadas dedicadas às reformas sociais, à abertura política para o exterior e aos ideais social-democratas.
Ao longo da década de 1980, a Costa Rica preservou seu regime político, baseado no poder civil legitimado por eleições, mas se enredou em problemas econômicos e financeiros, dos quais o mais premente foi a dívida externa. No início da década, o país gastava 50% de sua receita de exportação com as despesas financeiras geradas pela dívida. Em maio de 1986, o governo chegou a anunciar uma moratória temporária sobre os juros da dívida externa e, no ano seguinte, lançou um programa de austeridade para tentar salvar as finanças nacionais.
A posição internacional da Costa Rica, que manteve alto grau de independência em relação aos grandes blocos de poder, deu-lhe condições de atuar com bons resultados no âmbito regional. O presidente Óscar Arias Sánchez, eleito em 1986, teve papel de destaque na mediação das guerras civis na Nicarágua e em El Salvador e por seu esforço foi-lhe concedido o Prêmio Nobel da Paz em 1987. Em 1989 realizou-se em San José a primeira reunião de cúpula interamericana em 22 anos, para comemorar o centenário da democracia na Costa Rica. Em 1990 Arias foi sucedido por Rafael Ángel Calderón Fournier, da oposição.

## Geografia

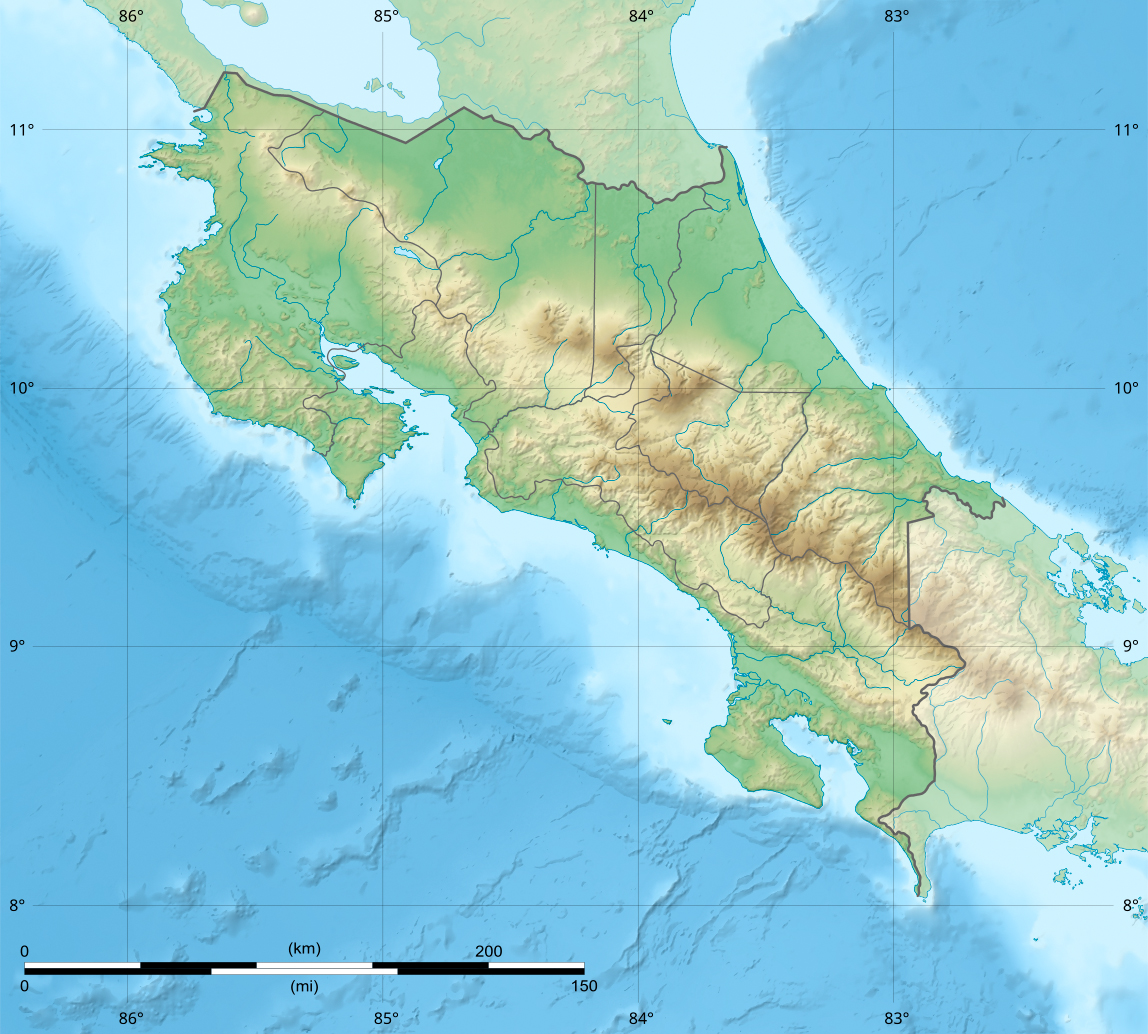
Mapa topográfico da Costa Rica

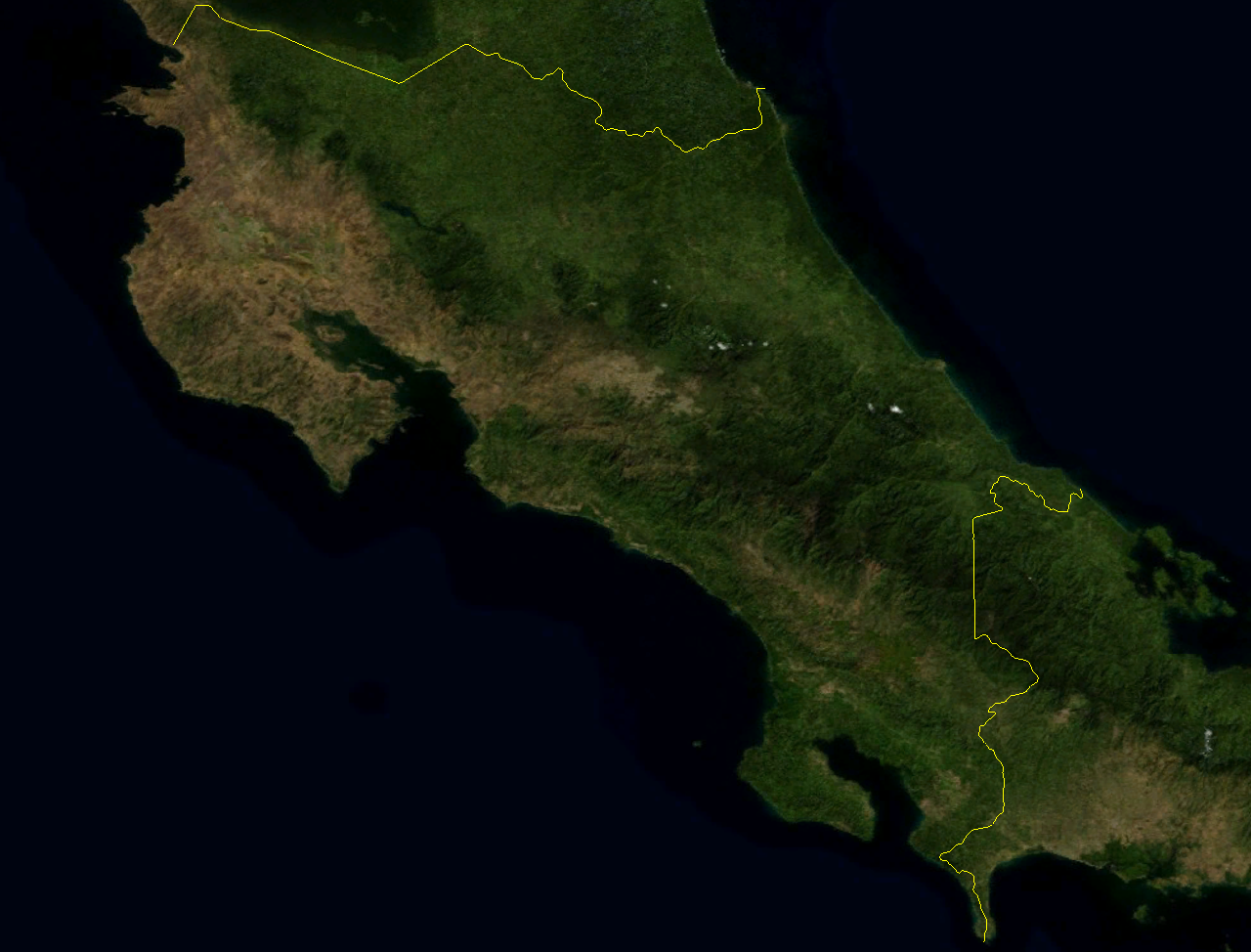
Imagem de satélite da Costa Rica

Costa rica de acordo com a classificação climática de Köppen-Geiger

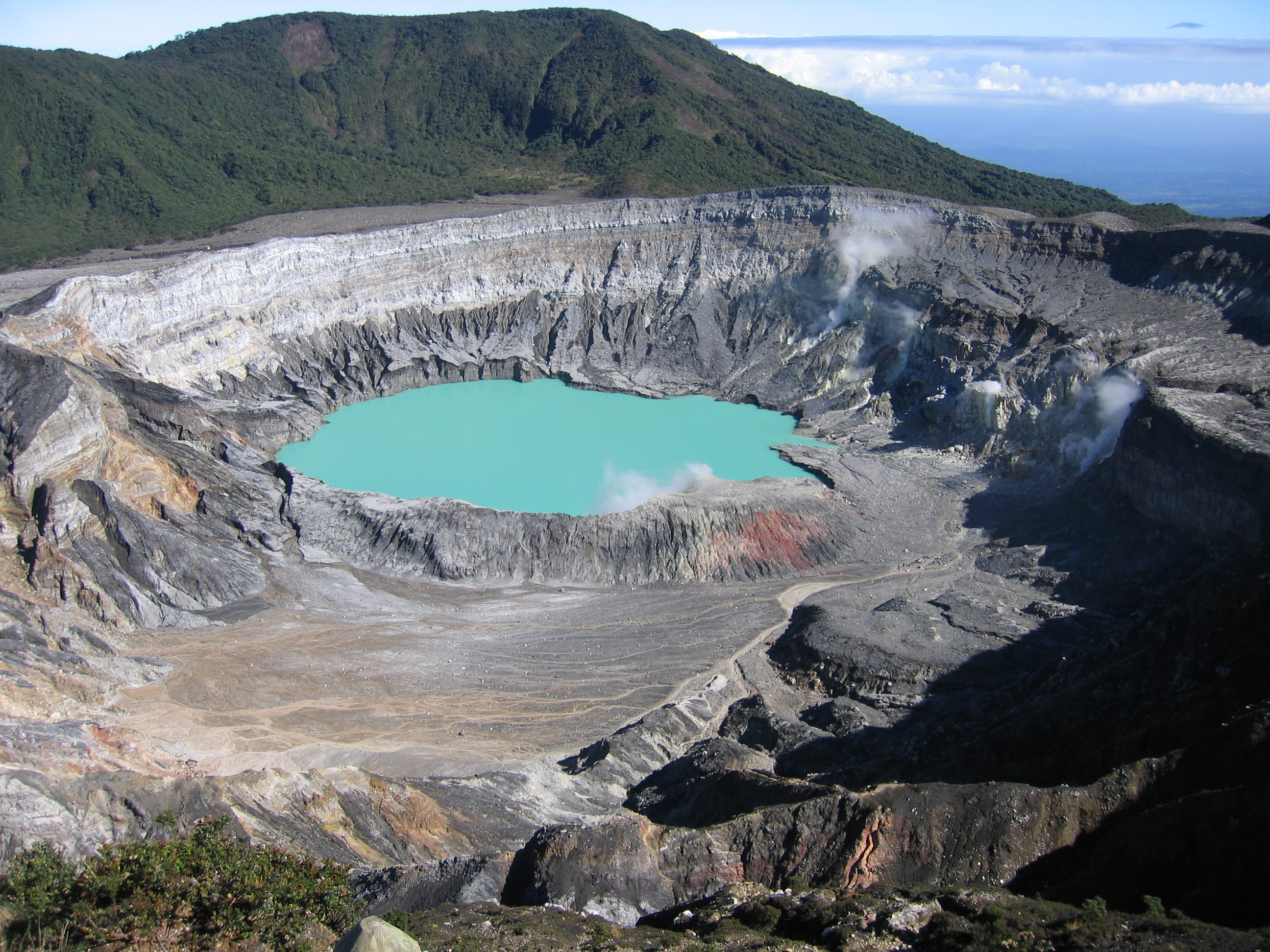
A cratera do Vulcão Poás é um dos destinos mais populares dos turistas estrangeiros

A Costa Rica é um país da América Central situado numa das zonas mais estreitas do subcontinente. O terreno é constituído por um conjunto de cordilheiras escarpadas que atravessam o país de noroeste para sudeste, as Cordilheiras de Guanacaste e Talamanca, ladeadas por planícies costeiras de largura variável, sendo que as maiores são a do nordeste e o largo vale do rio Tempisque, a noroeste. As montanhas estão semeadas de vulcões, alguns dos quais ativos, e atingem a máxima altitude no Cerro Chirripó, com 3 810 m.
Possui 212 km de litoral na costa caribenha e 1 016 km na costa pacífica. Costa Rica possui 309 km de fronteira com Nicarágua e 639 km de fronteira com o Panamá. A capital, San José, é a maior cidade do país e situa-se na zona das cordilheiras. Outras cidades importantes são Alajuela, próxima de San José, Puntarenas, na costa do oceano Pacífico e Limón (Costa Rica), na costa caribenha.
A Costa Rica possui três bens naturais reconhecidos como Patrimônio da Humanidade pela UNESCO: as reservas das Cordilheiras de Talamanca-La Amistad (Parque Internacional da Amistad); o Parque Nacional da Ilha e a Área de Conservação Guanacaste.
O Rio Savegre, localizado em San Isidro do General é o rio mais limpo do continente Americano. A Costa Rica chega a ter atualmente 5% (cinco por cento) da biodiversidade do mundo inteiro, o que é bastante significativo pelo tamanho da nação.
O clima é tropical e subtropical, arrefecendo em altitude. Existe uma estação seca de novembro a abril e uma estação chuvosa entre maio e outubro. Cerca de 30% da Costa Rica são cobertos por uma exuberante floresta tropical úmida, especialmente na costa leste, enquanto na costa oeste há mais alguns remanescentes de floresta tropical seca.

### Meio ambiente
Em 2007, o governo da Costa Rica, anunciou planos para se converter no primeiro país do mundo neutro em carbono para o ano 2021, quando completar seu bicentenário como país independente. Embora o país tenha um dos menores índices de sustentabilidade ambiental (0,02% das emissões globais), o governo lançou o Plano Costa Rica Neutra, em que pretende-se diminuir significativamente as emissões de gases poluentes até 2021 e tornar o Costa Rica um país neutro em emissões. No caso, as ações do plano estão focadas nos dois principais setores que contribuem para a emissão dos gases, que são: (i) Transportes, em que pretende-se aumentar a oferta e a eficiência do transporte público, promover a eletrificação da frota, inclusive de táxis e também promover a substituição do petróleo por gás natural; (ii) Agricultura, em que o governo tem como ações a redução do uso de fertilizantes, a mudança na dieta do gado e até mesmo a implantação de sistemas agroflorestais. O resultado desse plano foi que, em março de 2015, o país ainda alcançou um recorde de 75 dias utilizando apenas energias renováveis, principalmente a energia hidrelétrica. Assim, a Costa Rica criou uma imagem internacional como um dos países que mais contribuem para a preservação do meio ambiente, tornando-se um exemplo de “democracia verde”. Atualmente a Costa Rica caminha para ser uma das maiores referências em sustentabilidade no mundo, tendo a possibilidade de manter um país ativo apenas com fontes de energia renováveis. Alterações essas que se mantiver com uma guinada social e cidadã (como o próprio nome do partido se refere) seu potencial de inovação nos setores sociais e de meio ambiente evidencia-se com uma grande possibilidade de passar a se tornar uma nação referência na soma das forças sociais e de sustentabilidade de um país em desenvolvimento.
Segundo a Fundação Nova Economia (FNE), em 2012 Costa Rica ocupa o primeiro lugar no Índice do Planeta Feliz (HPI), distinção que já havia recebido na classificação anterior de 2009.

### Flora e fauna

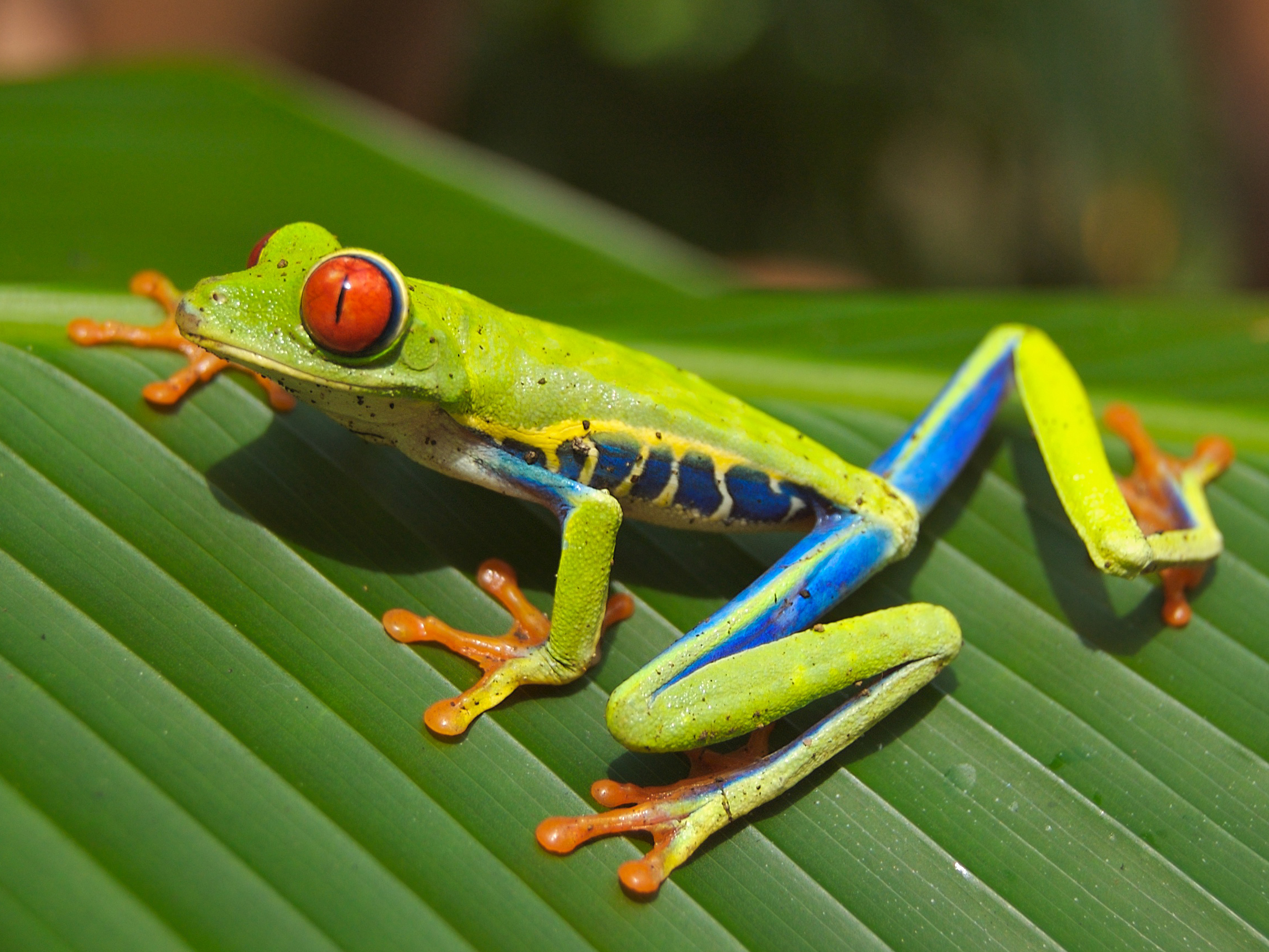
A rã-de-olhos-vermelhos (Agalychnis callidryas)

A Costa Rica conta com maior superfície marítima que continental dado que a zona oceânica é de 500 000 km² aproximadamente, que inclui a Ilha do Coco a qual está situada a uns 480 km ao sudoeste da Península de Osa, na costa do Oceano Pacífico. Esta ilha foi declarada Patrimônio Natural da Humanidade pela UNESCO no ano de 1997.
Os bosques da Costa Rica possuem ricas reservas de ébano, balsa, caoba e cedro, além de carvalho, ciprestes, manglares, helechos, guácimos, ceibas e palmas. O país conta com mais de mil espécies de orquídeas, sendo Monteverde (no centro do país) a região com mais densidade de orquídeas do planeta. Ao todo a Costa Rica abriga mais de 10 mil espécies de plantas. Cerca de 38% da superfície total do país encontra-se coberta de bosques e selvas e 25% do território encontra-se protegido. A Costa Rica é o país com maior variedade de flora e fauna de toda a América Central.
Abundam os animais selvagens como a suçuarana, a onça-pintada, o veado, o macaco, o coiote, o tatu e umas 850 espécies de aves entre as que destacam o quetzal, o jilquero e o colibri. A Costa Rica dá refúgio a: 232 espécies de mamíferos, 850 espécies de aves, 183 espécies de anfíbios, 258 espécies de repteis e 130 espécies de peixes de água doce.

## Demografia

### Composição étnica

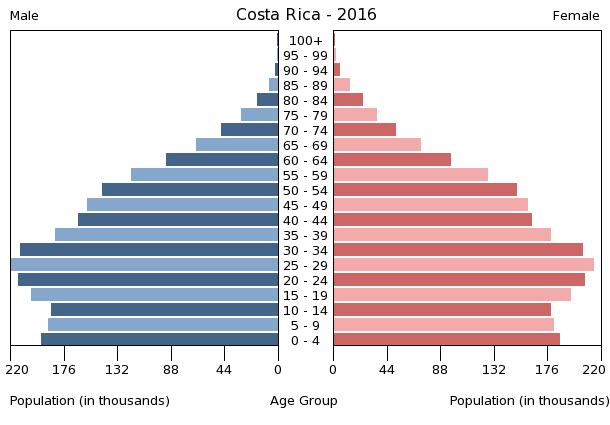
Pirâmide etária do país em 2016

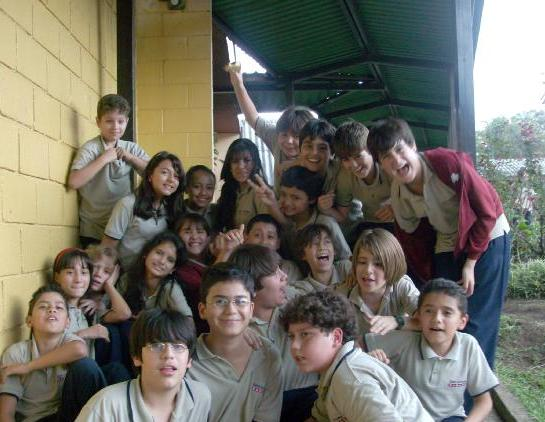
Crianças costarriquenhas

O censo de 2011 registrou uma população de 4 301 712 habitantes. Brancos, castizos e mestiços somam 83,63% da população, enquanto 1,05% são negros ou afro-caribenhos, 6,12% pardos, 2,4% nativos americanos, 0,2% chineses e 6,6% outros. Uma média de 67,5% tem ascendência europeia, 29,3% ameríndia e 3,2% africana. Há também mais de 104 mil habitantes americanos ou indígenas nativos, o que representa 2,4% da população. A maioria deles vive em reservas isoladas, distribuídos em oito grupos étnicos: Quitirrisí (no Vale Central), Matambú ou Chorotega (Guanacaste), Maleku (norte de Alajuela), Bribri (Atlântico Sul), cabécar (Cordillera de Talamanca), Guaymí (sul da Costa Rica, ao longo da fronteira com o Panamá), Boruca (sul da Costa Rica) e Térraba (sul da Costa Rica).
A população de ascendência europeia é principalmente de ascendência espanhola, com um número significativo de alemães, ingleses, holandeses, franceses, irlandeses e portugueses, assim como uma comunidade judaica considerável. A maioria dos afro-costarriquenhos são descendentes de imigrantes jamaicanos negros do século XIX.
A Costa Rica recebe muitos refugiados, principalmente da Colômbia e Nicarágua. Como resultado disso e da imigração clandestina, estima-se que entre 10 a 15% (400 mil-600 mil) da população da Costa Rica é composta de nicaraguenses. Alguns nicaraguenses migram para oportunidades de trabalho sazonais e, em seguida, retornam para o seu país. A Costa Rica tomou muitos refugiados de uma série de outros países latino-americanos fugindo de guerras civis e ditaduras nas décadas de 1970 e 1980, nomeadamente a partir de Chile e Argentina, bem como refugiados de El Salvador que fugiram da guerrilha e os esquadrões da morte do governo.
De acordo com o Banco Mundial, em 2010, cerca de 489,2 mil imigrantes viviam no país, principalmente oriundos da Nicarágua, Panamá, El Salvador, Honduras, Guatemala e Belize, enquanto 125 306 costarriquenhos viviam no exterior, principalmente nos Estados Unidos, Panamá, Nicarágua, Espanha, México, Canadá, Alemanha, Venezuela, República Dominicana e Equador.

### Religião
Religião em Costa Rica (2014)
O cristianismo é a religião predominante da Costa Rica, com o catolicismo sendo a religião oficial do estado de acordo com o artigo 77 da Constituição do país, que ao mesmo tempo garante a liberdade religiosa. É o único país nas Américas que é um estado confessional católico; outros desses países são microestados na Europa: Liechtenstein, Mônaco, Malta e Vaticano.
Uma pesquisa nacional sobre religião na Costa Rica, realizada em 2007 pela Universidade da Costa Rica, descobriu que 70,5% da população se identificam como católicos (com 44,9% praticantes), 13,8% são evangélicos, 11,3% relatam que não têm religião e 4,3% declaram pertencer a outra religião.
Devido à pequena, mas contínua, imigração asiática e do Oriente Médio, outras religiões cresceram, sendo a mais popular o budismo, com cerca de 100 000 praticantes (mais de 2% da população). A maioria dos budistas são membros da comunidade chinesa han de cerca de 40 mil, com alguns novos convertidos locais. Há também uma pequena comunidade muçulmana de cerca de 500 famílias, ou 0,001% da população.
O país possui uma sinagoga judaica, a Sinagoga Shaarei Zion fica perto do Parque Metropolitano La Sabana, em San José. Várias casas no bairro a leste do parque exibem a Estrela de Davi e outros símbolos judaicos.
A Igreja de Jesus Cristo dos Santos dos Últimos Dias afirma que possui mais de 35 mil membros e possui um templo em San José que serviu como um centro de adoração regional para a Costa Rica. No entanto, eles representam menos de 1% da população.

## Política

### Governo

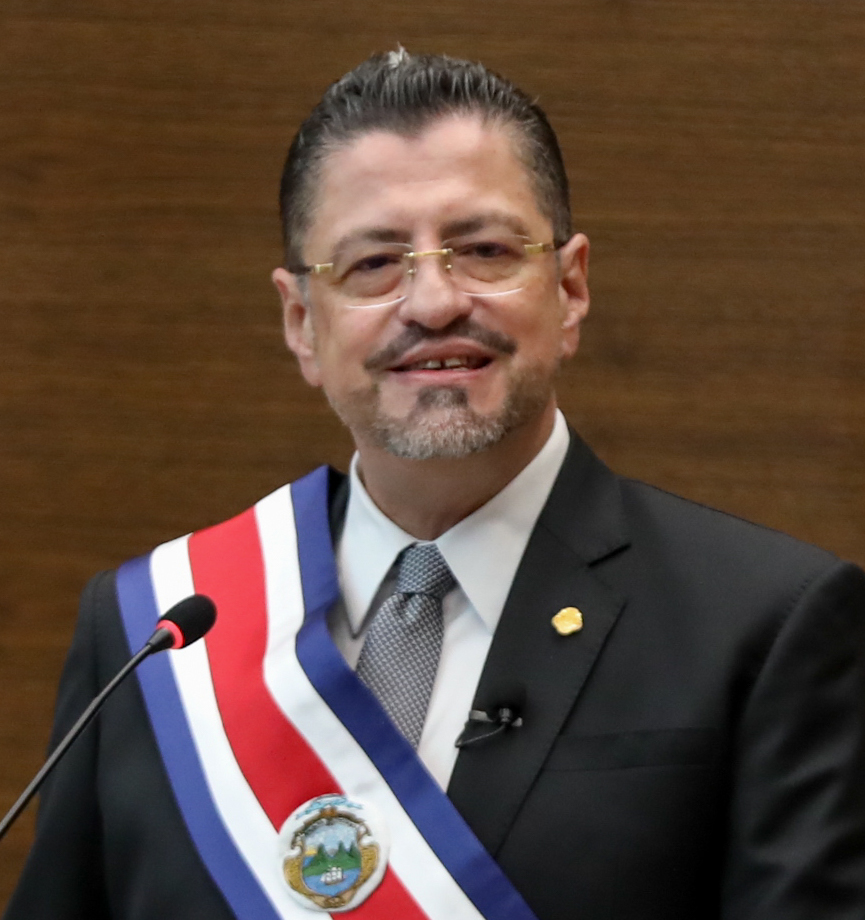
Rodrigo Chaves, atual Presidente da Costa Rica

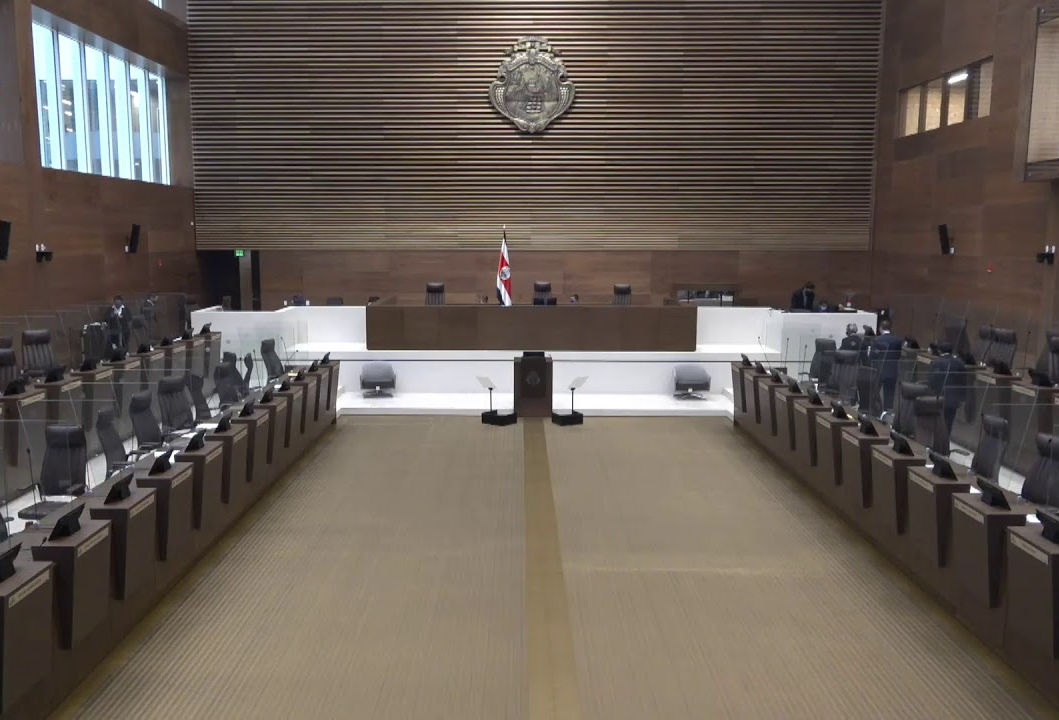
Assembleia Legislativa da Costa Rica

A Costa Rica é uma república organizada sob um sistema presidencialista unitário, de acordo com a sua constituição, promulgada em 1949. O Presidente da República, é eleito por voto popular direto, secreto e por sufrágio universal para um mandato de 4 anos. O presidente é responsável por nomear os governadores das províncias e o Conselho de Ministros. A atual presidência é ocupada por Carlos Alvarado Quesada, desde 8 de maio de 2018. O presidente também governa ao lado de dois vice-presidentes, que também são eleitos por eleições diretas a cada 4 anos. Os atuais vice-presidentes da Costa Rica são: Epsy Campbell Barr e Marvin Rodríguez Cordero.
O legislativo é representado pela Assembleia Legislativa da Costa Rica, que é um parlamento unicameral com 57 deputados, eleitos por voto popular pela representação proporcional em cada uma das sete províncias do país para um mandato de 4 anos. Atualmente, há nove partidos políticos separados com representação na Assembleia Legislativa, com o Partido Nacional da Libertação ocupando 18 assentos, o Partido da Ação dos Cidadãos com 13 e Frente e o Partido da Unidade Social Cristã, cada um com 8. Os outros partidos ocupam os lugares restantes.
O principal ramo do judiciário é o Supremo Tribunal de Justiça, composto por 22 magistrados nomeados para um período de 8 anos pela Assembleia Legislativa e pelos tribunais inferiores. É responsável por analisar a legislação, as ações executivas e certos mandados de constitucionalidade. Tribunais em instâncias inferiores lidam com questões envolvendo disputas legais e criminais. Além disso, o Tribunal Superior Eleitoral (TSE para suas iniciais espanholas) é um ramo independente do Supremo Tribunal, responsável pelas eleições. Embora o Judiciário seja independente dos poderes executivo e legislativo, ele é frequentemente responsável por resolver conflitos políticos e legais.
O país é conhecido por ter a mais sólida democracia da América Latina. De acordo com o Índice de Democracia da The Economist Intelligence Unit, a Costa Rica é o único país da América Central que foi considerado uma democracia plena, embora a partir de 2015 tenha passado para a categoria de "democracia imperfeita", perdendo alguns décimos na classificação. Mesmo assim, o país possui uma melhor média na qualificação que a maioria dos países da União Europeia.

### Pacifismo
A Costa Rica não tem exército, pois foi abolido em 1.º de dezembro de 1948, abolição que foi perpetuada no artigo 12 da Constituição do país, promulgada em 1949. Esse mesmo artigo contempla a formação de um exército por acordo continental ou por defesa nacional, que sempre estará subordinado ao poder civil. Desde 1983, a Costa Rica tem uma Lei de Neutralidade que a inibe de participar de conflitos armados de maneira perpétua, ativa e desarmada, e em 2014 aprovou a Lei de Proclamação da Paz como Direito Humano e da Costa Rica como país neutro, em que estabelece que o país deve assumir uma posição neutra nos conflitos armados internacionais, além de obrigar o Estado a incluir conteúdos em seus programas educacionais que cultivam a cultura da paz.

### Relações exteriores
A Costa Rica é um membro ativo das Nações Unidas e da Organização dos Estados Americanos. Devido a sua política pacifista e de desmilitarização, o país é sede de várias organizações internacionais relacionadas com os direitos humanos e a democracia, como a Corte Interamericana de Direitos Humanos, a Universidade da Paz e a Comunidade das Democracias. Um dos principais objetivos da política externa da Costa Rica é fomentar os direitos humanos e o desenvolvimento sustentável como forma de garantir a estabilidade e o crescimento.

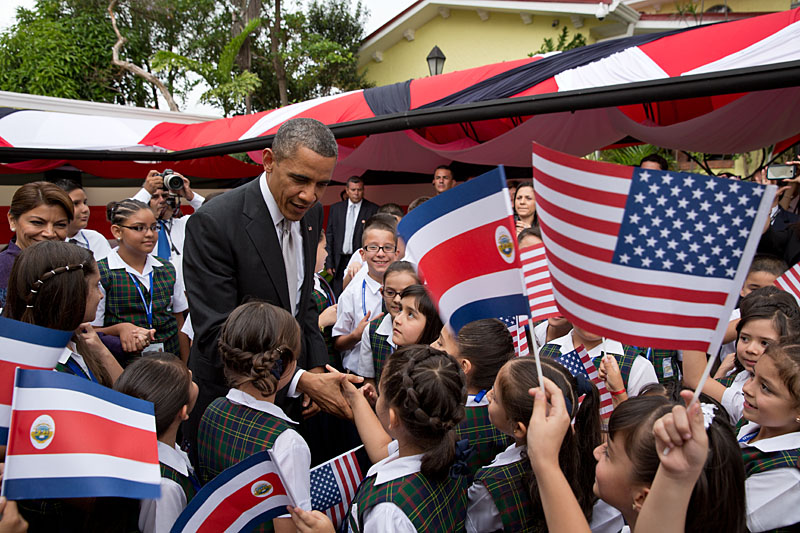
Barack Obama e Laura Chinchilla em San José

Em 10 de setembro de 1961, alguns meses depois de Fidel Castro ter declarado Cuba um estado socialista, o presidente costarriquenho Mario Echandi rompeu relações diplomáticas com Cuba. Esse congelamento durou 47 anos até que o presidente Óscar Arias Sánchez restabeleceu as relações diplomáticas com o país. Em março de 2009, Arias declarou: "Se pudéssemos virar a página com regimes tão profundamente diferentes da nossa realidade como ocorreu com a União Soviética ou, mais recentemente, com a República da China, como não o faríamos com um país que é geograficamente e culturalmente muito mais perto da Costa Rica?" Arias anunciou também que os dois países trocariam embaixadores.
A Costa Rica tem uma disputa a longo prazo com a Nicarágua sobre o rio San Juan, que define a fronteira entre os dois países, e os direitos de navegação da Costa Rica no rio. Em 2010, houve também uma disputa em torno de Isla Calero e o impacto da dragagem nicaraguense do rio naquela área.
Em 14 de julho de 2009, a Corte Internacional de Justiça confirmou os direitos de navegação da Costa Rica para fins comerciais à pesca de subsistência no seu lado do rio. Um tratado de 1858 estendeu os direitos de navegação para a Costa Rica, mas a Nicarágua negou que as viagens de passageiros e a pesca fizessem parte do acordo; o tribunal ordenou que os costarriquenhos no rio não precisassem ter cartões de turista nicaraguenses ou vistos como a Nicarágua argumentou, mas, em um aceno aos nicaraguenses, determinou que os barcos e passageiros costarriquenhos deveriam parar no primeiro e último porto da Nicarágua ao longo de sua rota . Eles também devem ter um documento de identidade ou passaporte. A Nicarágua também pode impor calendários ao tráfego costarriquenho. A Nicarágua pode exigir que os barcos costarriquenhos exibam a bandeira da Nicarágua, mas não pode cobrar-lhes a liberação da partida de seus portos. Estes foram todos os itens específicos de contenção levados ao tribunal no depósito de 2005.
Em 1 de junho de 2007, a Costa Rica rompeu relações diplomáticas com Taiwan, trocando o reconhecimento pela República Popular da China. A Costa Rica foi a primeira das nações da América Central a fazê-lo. O presidente Óscar Arias Sánchez admitiu que a ação foi uma resposta à exigência econômica. Em resposta, a República Popular da China construiu um novo estádio de futebol de última geração, no valor de US$ 100 milhões, no Parque La Sabana, na província de San José. Aproximadamente 600 engenheiros e trabalhadores chineses participaram deste projeto, e foi inaugurado em março de 2011, com uma partida entre as seleções da Costa Rica e da China.

## Subdivisões
A Costa Rica é composta por sete províncias, que por sua vez são divididas em 81 cantões (espanhol: cantón, cantones no plural), cada um dos quais dirigido por um prefeito. Prefeitos são escolhidos democraticamente a cada quatro anos por cada cantão. Não há legislaturas provinciais. Os cantões são divididos em 473 distritos (distritos).
|                     |                                      | Província  | Capital | Cantões | Distritos | Área (km²) | População* |
| ------------------- | ------------------------------------ | ---------- | ------- | ------- | --------- | ---------- | ---------- |
| 1                   | Alajuela (norte da capital São José) | Alajuela   | 15      | 108     | 9 757,53  | 716 286    |            |
| 2                   | Cartago (central)                    | Cartago    | 8       | 48      | 3 124,67  | 432 395    |            |
| 3                   | Guanacaste (noroeste)                | Liberia    | 11      | 59      | 10 140,71 | 264 238    |            |
| 4                   | Heredia                              | Heredia    | 10      | 46      | 2 656,98  | 354 732    |            |
| 5                   | Limón (costa do Caribe)              | Limão      | 6       | 27      | 9 188,52  | 389 295    |            |
| 6                   | Puntarenas (costa do Pacífico)       | Puntarenas | 11      | 57      | 11 265,69 | 357 483    |            |
| 7                   | São José (a capital)                 | São José   | 20      | 118     | 4 965,90  | 1 345 750  |            |
| - Censo do ano 2000 |                                      |            |         |         |           |            |            |

## Economia

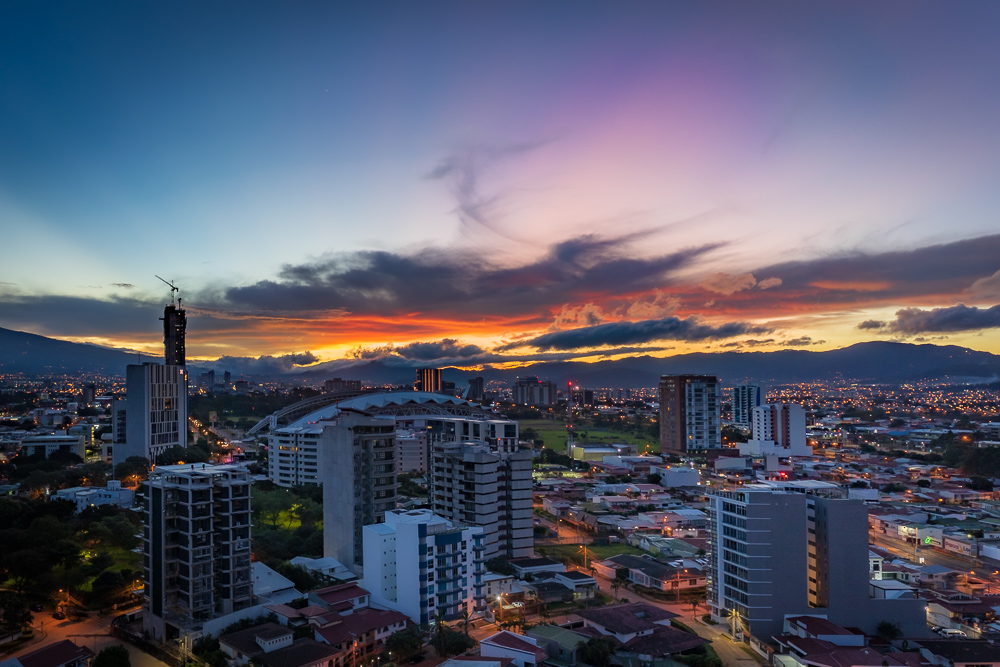
Panorama de San José, capital e maior cidade do país

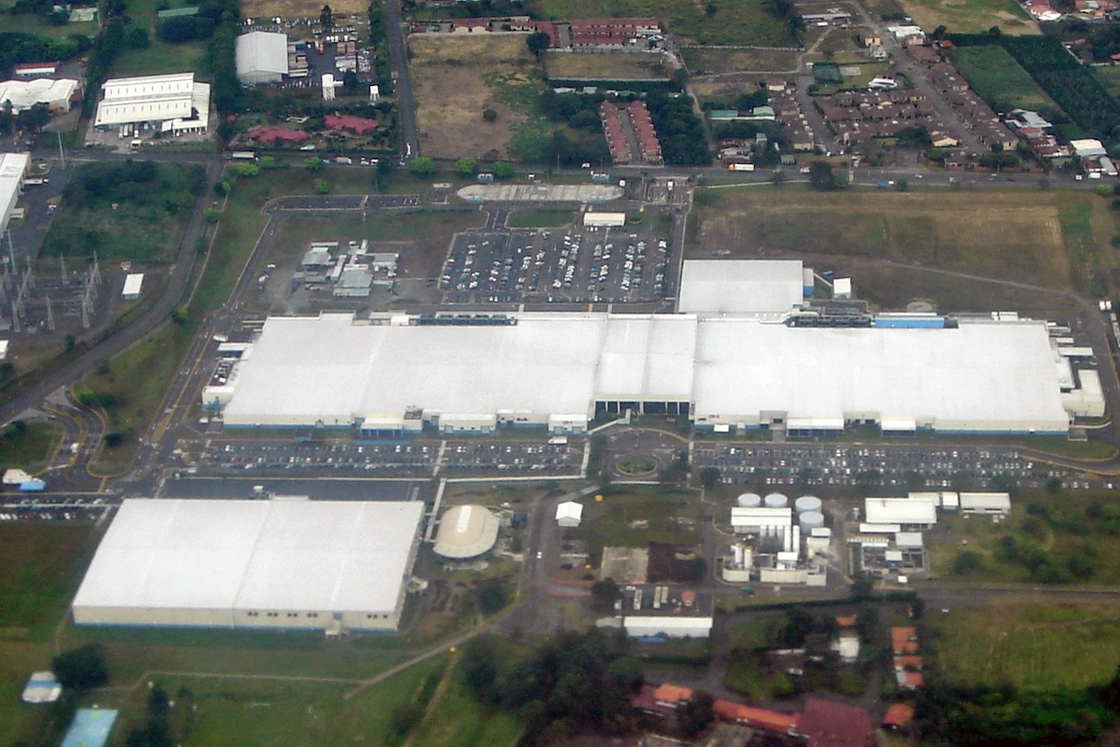
A fábrica de microprocessadores da Intel na Costa Rica foi responsável em 2006 por 20% das exportações e 4,9% do PIB costarriquenho

A economia da Costa Rica é dependente do turismo, agricultura e exportações de produtos eletrônicos. A economia emergiu de uma recessão em 1997 e desde então mostra um crescimento forte. A localização da Costa Rica no istmo da América Central dá-lhe um acesso fácil aos mercados norte-americanos, visto que se situa no mesmo fuso horário dos Estados Unidos centrais, e acesso direto por oceano à Europa e à Ásia. A economia tem melhorado significativamente na Costa Rica porque o governo implementou um plano de sete anos destinado à expansão da indústria de alta tecnologia. Existem isenções fiscais para os investidores que quiserem investir no país. Com o seu nível elevado de residentes formados, a Costa Rica é um local de investimento atraente. Várias empresas globais de alta tecnologia já se instalaram na área. Em 2006, a instalação da fábrica microprocessadores da Intel foi responsável sozinha por 20% das exportações da Costa Rica e de 4,9% do seu PIB.
O atrativo turístico é influenciado principalmente por seus elementos naturais, as cordilheiras e vulcões, pelo número de reservas ambientais, além de suas planícies costeiras, praias e resorts no Pacífico e no Caribe. O turismo na Costa Rica é um dos principais setores econômicos e de maior crescimento do país e desde 1995 representa a primeira fonte de moeda estrangeira da economia. Desde 1999 o turismo gera para a Costa Rica maiores receitas que a exportação de bananas, abacaxis e cafés juntos, historicamente os produtos tradicionais de exportação costarriquenha. Em 2008 o número de turistas estrangeiros atingiu 2 milhões de visitantes, gerando uma receita de US$ 2,2 bilhões.
Apesar de ser um país altamente evoluído, tecnológica, econômica e socialmente, simultaneamente preserva com muito cuidado a natureza proveniente de seu território. A Costa Rica ocupa o quinto lugar a nível mundial segundo a classificação do índice de desempenho ambiental de 2008.
A moeda é o colón (CRC), que é trocado a cerca de 560–570 por cada dólar americano e a cerca de 705–737 por euro. Os bancos do país são estatais.

### Turismo

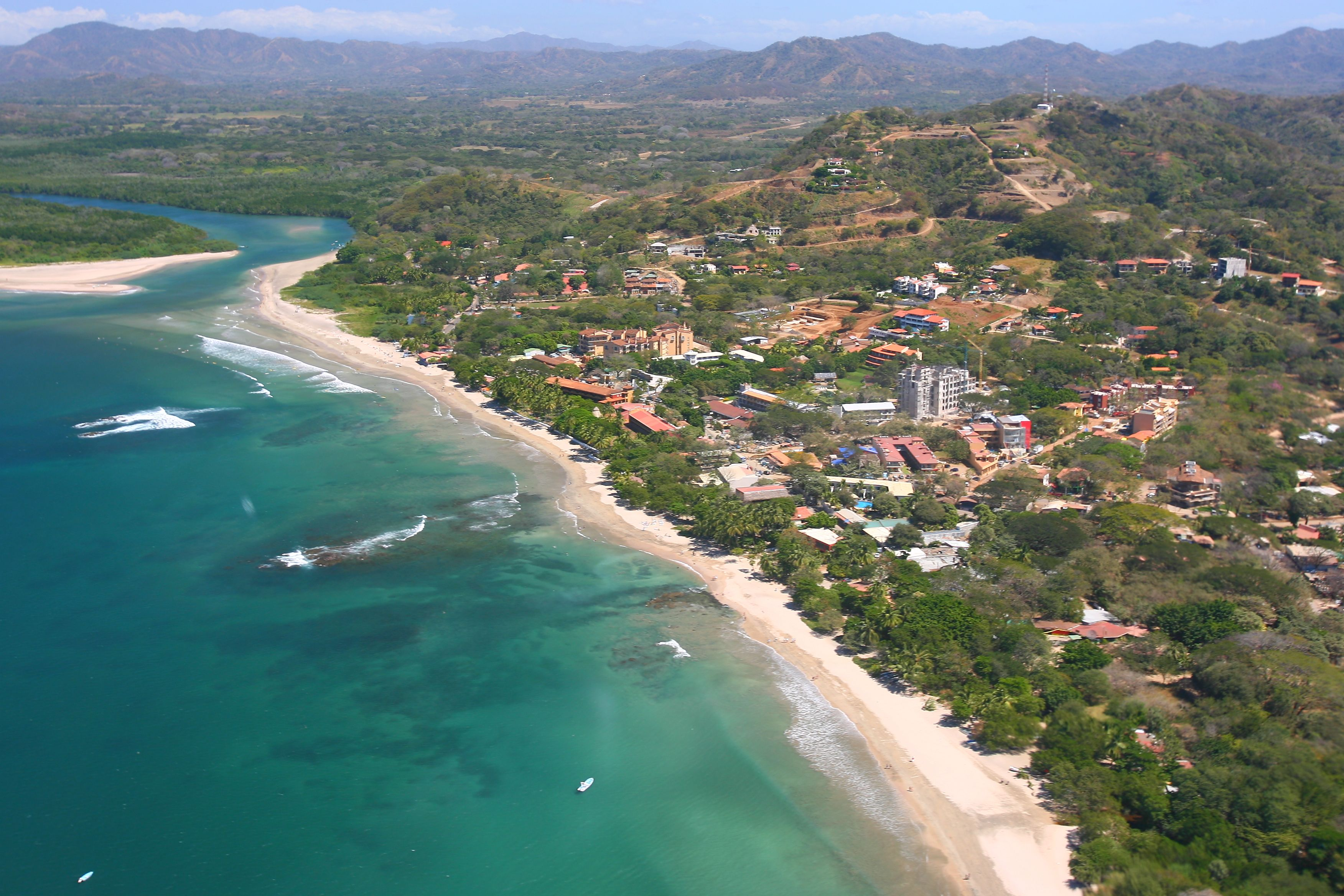
Vista aérea da Playa Tamarindo

A Costa Rica é a nação mais visitada na região da América Central, com 2,9 milhões de visitantes estrangeiros em 2016, um aumento de 10% em relação a 2015. Em 2015, o setor de turismo foi responsável por 5,8% do PIB do país, ou 3,4 bilhões de dólares. Em 2016, o maior número de turistas veio dos Estados Unidos, com 1 milhão de visitantes, seguido pela Europa com 434 884 chegadas. Segundo a Costa Rica Vacations, quando os turistas chegam ao país, 22% vão para Playa Tamarindo, 18% vão para Nuevo Arenal, 17% passam pela Liberia (onde fica o Aeroporto Internacional Daniel Oduber Quirós), 16% vão para San José, o capital do país (passando pelo Aeroporto Internacional Juan Santamaría), enquanto 18% escolhem Manuel Antonio e 7% Monteverde.
Em 2004, o turismo estava gerando mais receita e divisas do que bananas e café juntos. Em 2016, as estimativas do World Travel & Tourism Council indicaram uma contribuição direta para o PIB de 5,1% e 110 000 empregos diretos na Costa Rica; o número total de empregos indiretamente apoiados pelo turismo foi de 271 mil vagas.
Uma pioneira do ecoturismo, a Costa Rica atrai muitos turistas para sua extensa série de parques nacionais e outras áreas protegidas. A trilha Camino de Costa Rica permite que os viajantes percorram o país do Atlântico à costa do Pacífico. No Índice de Competitividade em Viagens e Turismo de 2011, a Costa Rica classificou-se em 44º lugar no mundo e em segundo lugar entre os países latino-americanos depois do México em 2011. Até o relatório de 2017, o país havia alcançado o 38º lugar, um pouco atrás do Panamá. Os dez países do grupo Ethical Traveller em sua lista de 2017 dos dez melhores destinos do mundo incluem a Costa Rica. O país obteve a maior pontuação em proteção ambiental entre os vencedores. A Costa Rica começou a reverter o desmatamento na década de 1990 e eles estão passando a usar apenas energia renovável.

## Infraestrutura

### Energia

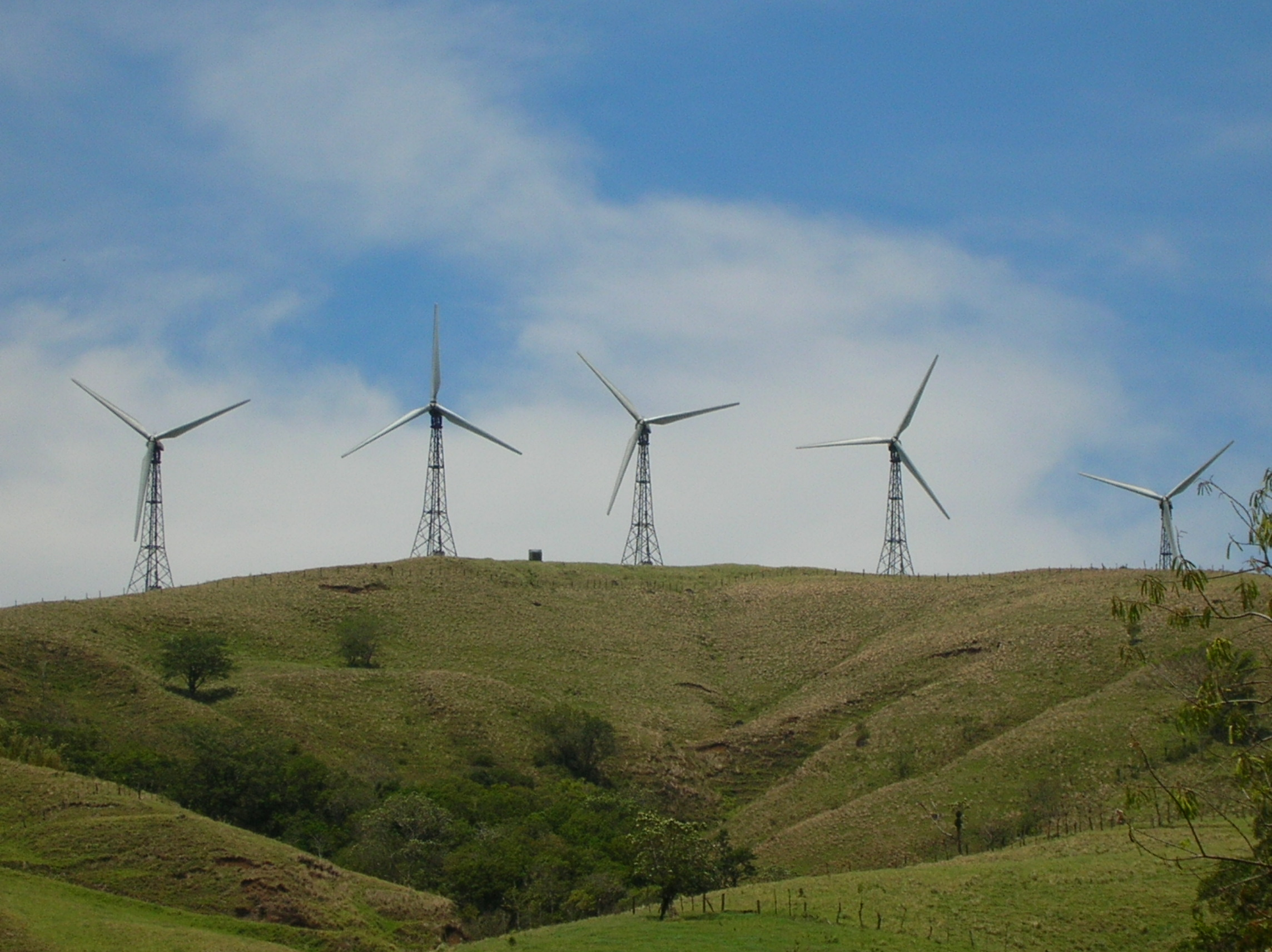
Parque eólico no Lago Arenal

Na Costa Rica são extraídas cinco fontes de energia, em ordem de importância: hídrica, térmica, geotérmica, eólica e solar. Na América Latina o país se destaca como líder na produção de energia renovável, principalmente devido à produção de energia hidroelétrica, de acordo com o relatório dos Líderes em Energia Limpa da Organização World Wildlife Fund (WWF).
Em 1949, o Instituto Costarriquenho de Eletricidade (ICE) é criado como resposta ao clamor pelo manejo nacional de desenvolvimento e a apresentação de serviços elétricos. Sua Lei Constituinte designa as seguintes atribuições como suas necessidades básicas: construir usinas de energia; unificar toda a capacidade instalada em um único sistema e expandir serviços através da construção de redes de distribuição. Quando o Instituto foi criado, em 1949, cerca de 15% do território continental possuía cobertura elétrica. Cinquenta e um anos depois, em 2000, esse porcentual era de 94,4%. Já em 2009, a porcentagem da cobertura elétrica passou para 98,6% do país, percentual comparável ao de países desenvolvidos.
Em 2002, o ICE sofreu um forte ajuste de financiamento devido aos cortes do Governo para converter o déficit nas finanças públicas. Como resultado desse e de outros fatores, em abril de 2007, começou a sentir os efeitos da escassez de energia no país, devido ao baixo nível de investimento no setor, produzindo uma série de apagões. Em 2014, o serviço elétrico da Costa Rica foi classificado como o Segundo melhor da América Latina, superado apenas pelo Uruguai, de acordo com estudo realizado pela Federação Interamericana da Indústria da Construção (FICC).

### Educação

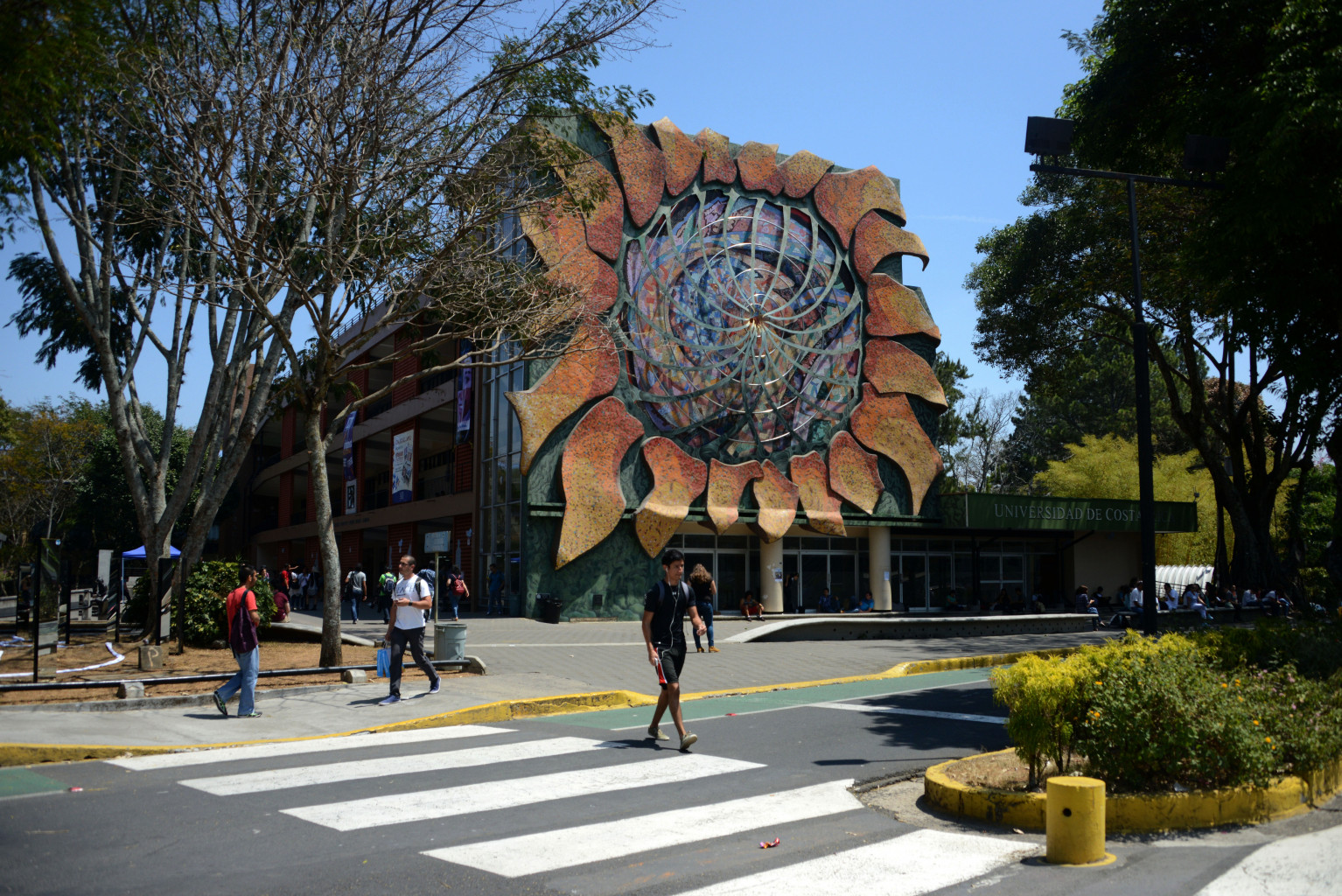
Escola de Estudos Gerais na Cidade Universitária Rodrigo Facio da Universidade da Costa Rica

A taxa de alfabetização na Costa Rica é de aproximadamente 97% e o inglês é amplamente falado principalmente devido à indústria do turismo da Costa Rica. Quando o exército foi abolido em 1949, dizia-se que o "exército seria substituído por um exército de professores". A educação pública universal é garantida na constituição; a educação primária é obrigatória e a pré-escola e a escola secundária são gratuitas. Os alunos que concluem a 11ª série recebem um Diploma Bachillerato da Costa Rica, credenciado pelo Ministério da Educação da Costa Rica.
Existem universidades públicas e privadas. A Universidade da Costa Rica foi premiada com o título de "Instituição Meritória de Educação e Cultura Costarriquenha". Um relatório de 2016 do relatório do governo dos Estados Unidos identifica os desafios atuais que o sistema educacional enfrenta, incluindo a alta taxa de evasão escolar entre os alunos do ensino médio. O país precisa de cada vez mais trabalhadores com fluência em inglês e idiomas como português, chinês e francês. Também se beneficiaria com mais graduados em programas de ciências, tecnologia, engenharia e matemática, de acordo com o relatório.

### Saúde
De acordo com o Programa das Nações Unidas para o Desenvolvimento (PNUD), em 2010, a esperança de vida ao nascer para os costarriquenhos era 79,3 anos. A Península de Nicoya é considerada uma das Zonas Azuis do mundo, onde as pessoas vivem ativamente após a idade de 100 anos. A New Economics Foundation (NEF) classificou a Costa Rica em 2009, pela primeira vez, em seu Índice de Planeta Feliz e novamente em 2012. O índice mede a saúde e a felicidade que se produz por unidade de insumo ambiental. De acordo com o NEF, a vantagem da Costa Rica é devido à sua elevada esperança de vida, que é a segunda mais alta das Américas — maior do que a dos Estados Unidos. O país também experimentou bem-estar maior do que muitas nações mais ricas e uma per capita pegada ecológica de um terço do tamanho dos Estados Unidos.
Em 2002, havia 0,58 novas consultas de clínica geral (médicos) e 0,33 novas consultas especializadas per capita, e uma taxa de admissão hospitalar de 8,1%. Cuidados preventivos de saúde também são bem sucedidos. Em 2002, 96% das mulheres da Costa Rica utilizavam alguma forma de contracepção e cuidados pré-natais foram prestados a 87% de todas as mulheres grávidas. Todas as crianças com menos de um ano de idade tem acesso a clínicas de saúde e a taxa de cobertura vacinal em 2002 foi acima de 91% para todos os antígenos. A Costa Rica tem uma incidência muito baixa de malária, de 48 por 100 mil habitantes em 2000, e há casos relatados de sarampo em 2002. A taxa de mortalidade perinatal caiu de 12,0 por 1 000 em 1972 para 5,4 por mil em 2001.
Instalações de cuidados de saúde primários na Costa Rica incluem postos de saúde, composta por um clínico geral, enfermeiro, escriturário, farmacêutico e um técnico de saúde primário. Em 2008, houve cinco hospitais especializados nacionais, três hospitais gerais nacionais, sete hospitais regionais, 13 hospitais periféricos e 10 grandes clínicas que servem como centros de referência para clínicas de cuidados primários, que também prestam serviços biopsicossociais, serviços médicos familiares e comunitários e de promoção e programas de prevenção. Os pacientes podem escolher cuidados de saúde privados para evitar listas de espera.

## Cultura
Em novembro de 2017, a revista National Geographic nomeou a Costa Rica como o "país mais feliz do mundo" e a nação costuma ter uma alta classificação em várias métricas de felicidade.
A Costa Rica está em 12º lugar no Happy Planet Index de 2017 no Relatório de Felicidade Mundial da Organização das Nações Unidas (ONU), mas o país é considerado o mais feliz da América Latina. As razões incluem o alto nível de serviços sociais, a natureza atenciosa de seus habitantes, longa expectativa de vida e corrupção relativamente baixa.

### Culinária
A culinária costa-riquenha é uma mistura das origens da culinária nativa americana, espanhola e africana. Pratos tradicionais como o tamale e outros de milho são os mais representativos da influência indígena e semelhantes aos de outros países mesoamericanos vizinhos. Os espanhóis trouxeram muitos ingredientes novos para a cozinha do país, especialmente especiarias e animais domésticos. Posterior ao século XIX, o sabor africano influenciou na gastronomia do país.

### Esportes

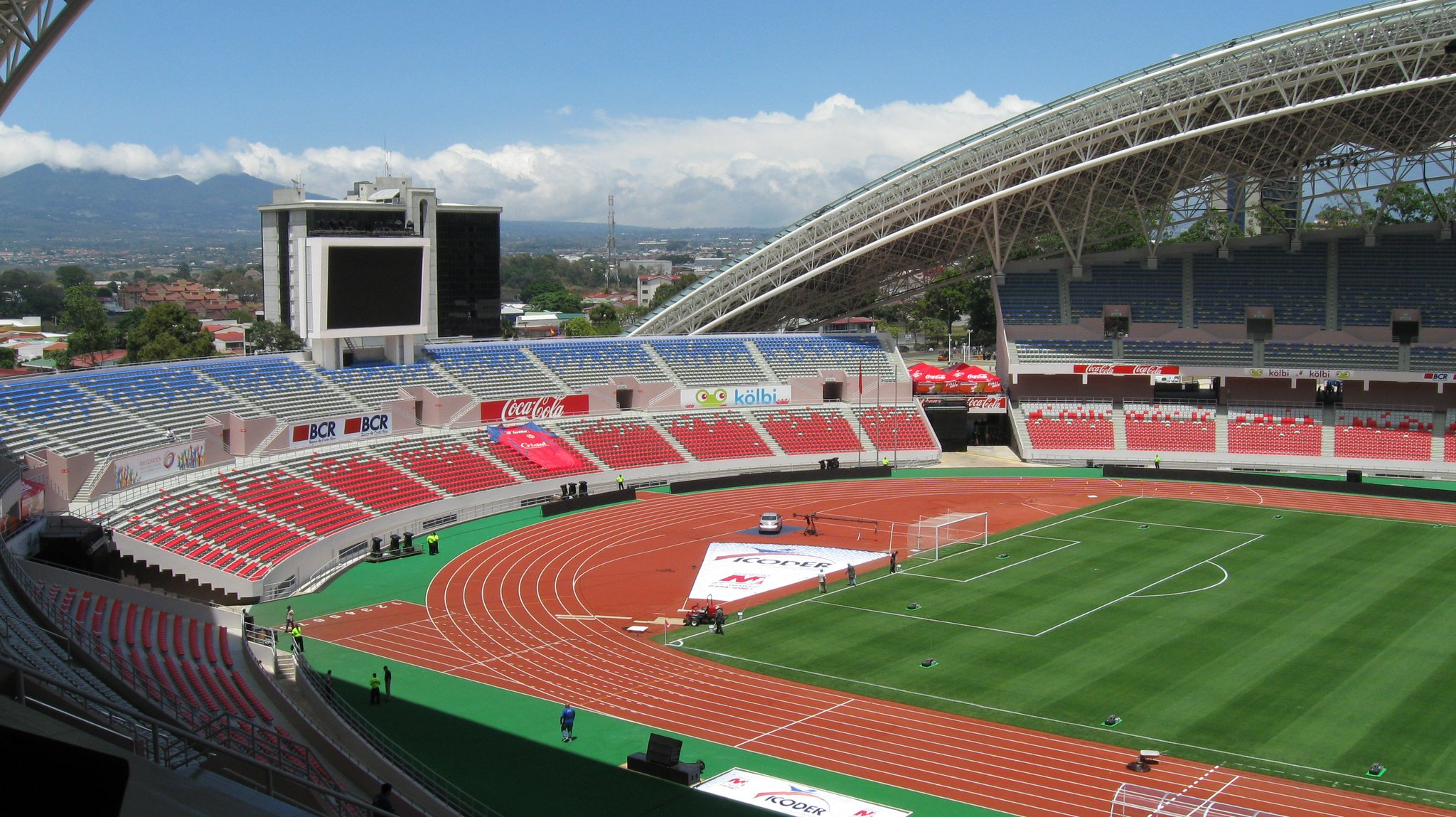
Estádio Nacional da Costa Rica em San José.

O futebol é o esporte mais popular do país. O país conta com importantes clubes de futebol que participam de competições da CONCACAF. Os principais clubes da Costa Rica são Saprissa, Club Sport Herediano, Liga Deportiva Alajuelense e o Cartagines. Na natação tem sua maior atleta, a nadadora Claudia Poll, dona de 3 medalhas olímpicas sendo uma de ouro em 1996 em Atlanta e 2 de bronze em Sydney em 2000, sua irmã, Silvia Poll, também detém uma medalha de prata olímpica conquistada também na natação, nos Jogos de Seul 1988.
Em 2014, a seleção costarriquenha conseguiu seu maior feito no futebol ao se consolidar como a maior surpresa da Copa do Mundo do Brasil 2014, classificando-se em primeiro lugar no grupo D, considerado o mais forte do Mundial, que contava com os campeões mundiais Inglaterra, Uruguai e Itália. A seleção da Costa Rica terminou sua participação na Copa do Mundo de forma invicta, sendo eliminada apenas nas quartas de finais pela badalada Holanda, na disputa de pênaltis. Atualmente a seleção costa-riquenha de futebol masculino ocupa o 13º lugar no Ranking da Fifa.

### Feriados
| Data                                            | Nome em português                          | Nome local                                 | Observações                           |
| ----------------------------------------------- | ------------------------------------------ | ------------------------------------------ | ------------------------------------- |
| 1 de Janeiro                                    | Ano novo                                   | Año Nuevo                                  |                                       |
| Última semana de Março Primeira semana de Abril | Quinta-feira santa                         | Jueves Santo                               | Data móvel                            |
| Última semana de Março Primeira semana de Abril | Sexta-feira santa                          | Viernes Santo                              | Festa móvel                           |
| 11 de Abril                                     | Dia de Juan Santamaría                     | Día de Juan Santamaría                     | Héroi nacional                        |
| 1 de Maio                                       | Dia do trabalhador                         | Día del Trabajador                         |                                       |
| Junho                                           | Dia do Pai                                 | Día del Padre                              | Festa móvel (terceiro domingo do mês) |
| 25 de Julho                                     | Anexação do Partido de Nicoya a Costa Rica | Anexión del Partido de Nicoya a Costa Rica |                                       |
| 2 de Agosto                                     | Dia da virgem dos Anjos                    | Día de la Virgen de los Ángeles            |                                       |
| 15 de Agosto                                    | Dia da mãe                                 | Día de la Madre                            |                                       |
| 15 de Setembro                                  | Dia da independência                       | Día de la Independencia                    |                                       |
| 12 de Outubro                                   | Dia do encontro de culturas                | Día del encuentro de las Culturas          |                                       |
| 25 de Dezembro                                  | Natal                                      | Navidad                                    |                                       |